# Vincenz Franz Kosteletzky
Vincenz Franz Kosteletzky  (1801-1887) fue un médico, y botánico bohemio. Realizó una obra monumental sobre plantas medicinales: Allgemeine medizinisch-pharmazeutische Flora....

## Algunas publicaciones
- «Clavis analytika in Floram Bohemiae phanerogamicam» (Praga, 1824)
- «Allgemeine medicinische pharmaceutische Flora» (6 v., Praga, 1831—1836)
- «Index plantarum horti caesarei regii botanici Pragensis» (Praga, 1844).

### Libros
- 1836. Allgemeine medizinisch-pharmazeutische Flora: Enthaltend die systematische Aufzählung und Beschreibung sämmtlicher bis jetzt bekannt gewordenen Gewächse aller Welttheile in ihrer Beziehung auf Diätetik, Therapie und Pharmazie, nach den natürlichen Familien des Gewächsreiches geordnet. Ed. Borrosch und André. 2.237 pp. En línea Universidad de Harvard

## Honores

### Eponimia
Género
- Kosteletzkya C.Presl

- La abreviatura «Kostel.» se emplea para indicar a Vincenz Franz Kosteletzky como autoridad en la descripción y clasificación científica de los vegetales.[2]

### Fuente
- Allen G. Debus (dir.) 1968. World Who's Who in Science. A Biographical Dictionary of Notable Scientists from Antiquity to the Present. Marquis-Who's Who (Chicago): xvi + 1855 p.